# Храм Святого Иоанна Предтечи (Гвардейск)
Церковь Святого Иоанна Предтечи — бывшая лютеранская кирха Тапиау (с 1946 года — Гвардейск), ныне — православный храм Иоанна Предтечи. Относится к Восточному благочинию Черняховской епархии Калининградской митрополии Русской Православной Церкви.

## История

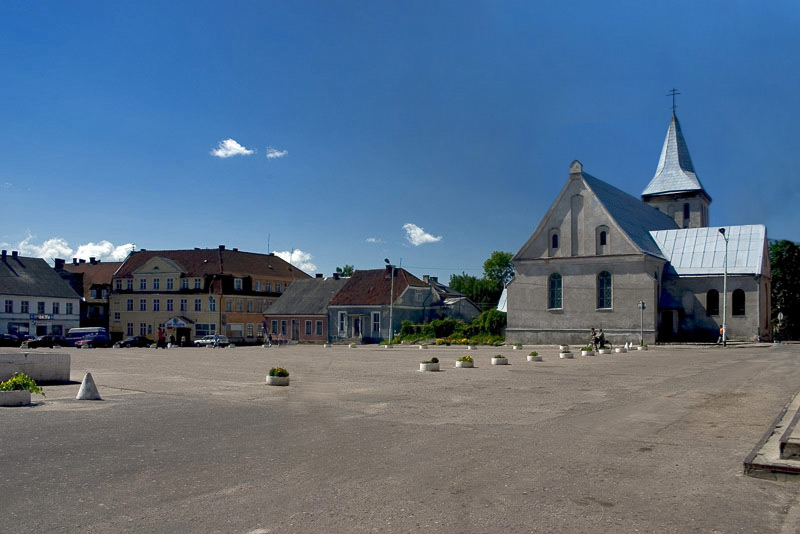
Вид на храм в 2003 году

В 1502 году в восточно-прусском городе Тапиау на Рыночной площади была заложена первая деревянная кирха. В 1661 году здание сгорело, но было восстановлено. В 1689 году здание вновь пострадало от сильного пожара, после чего было отстроено в камне в 1694 году.

В 1764 году неф кирхи был расширен с восточной стороны. В 1797 году здание было отреставрировано. В 1810 году в кирхе был смонтирован орган.

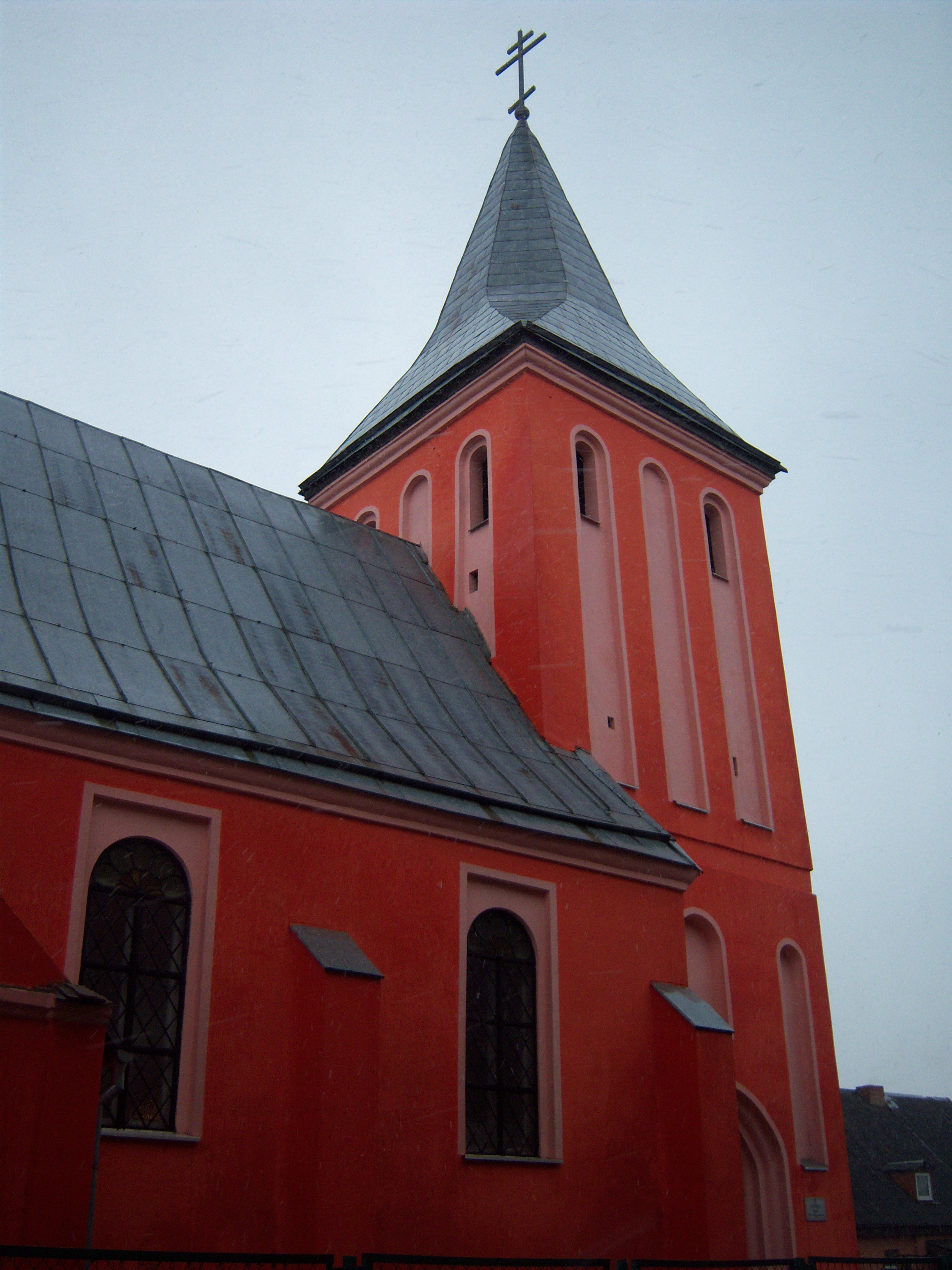
Церковь до реставрации 2012 года

В 1910 году известный немецкий художник, уроженец Тапиау, Ловис Коринт передал церкви триптих «Голгофа» в качестве алтарного образа. Во время Первой мировой войны триптих был спасён священнослужителем кирхи. Во время боевых действий Второй мировой войны в 1945 году триптих был утерян. Сама кирха не пострадала.
В послевоенные годы кирха использовалась в качестве складского помещения, в ризнице размещался магазин. К концу 1980-х годов здание обветшало и находилось в аварийном состоянии.
В 1989 году кирха была передана Русской православной церкви. 15 апреля 1991 года храм Святого пророка Иоанна Предтечи освятил митрополит Смоленский и Калининградский Кирилл.
В середине 1990-х годов была проведена реставрация церкви. В 2012—2013 годах церковь была вновь отреставрирована в комплексе с другими зданиями площади Победы города.

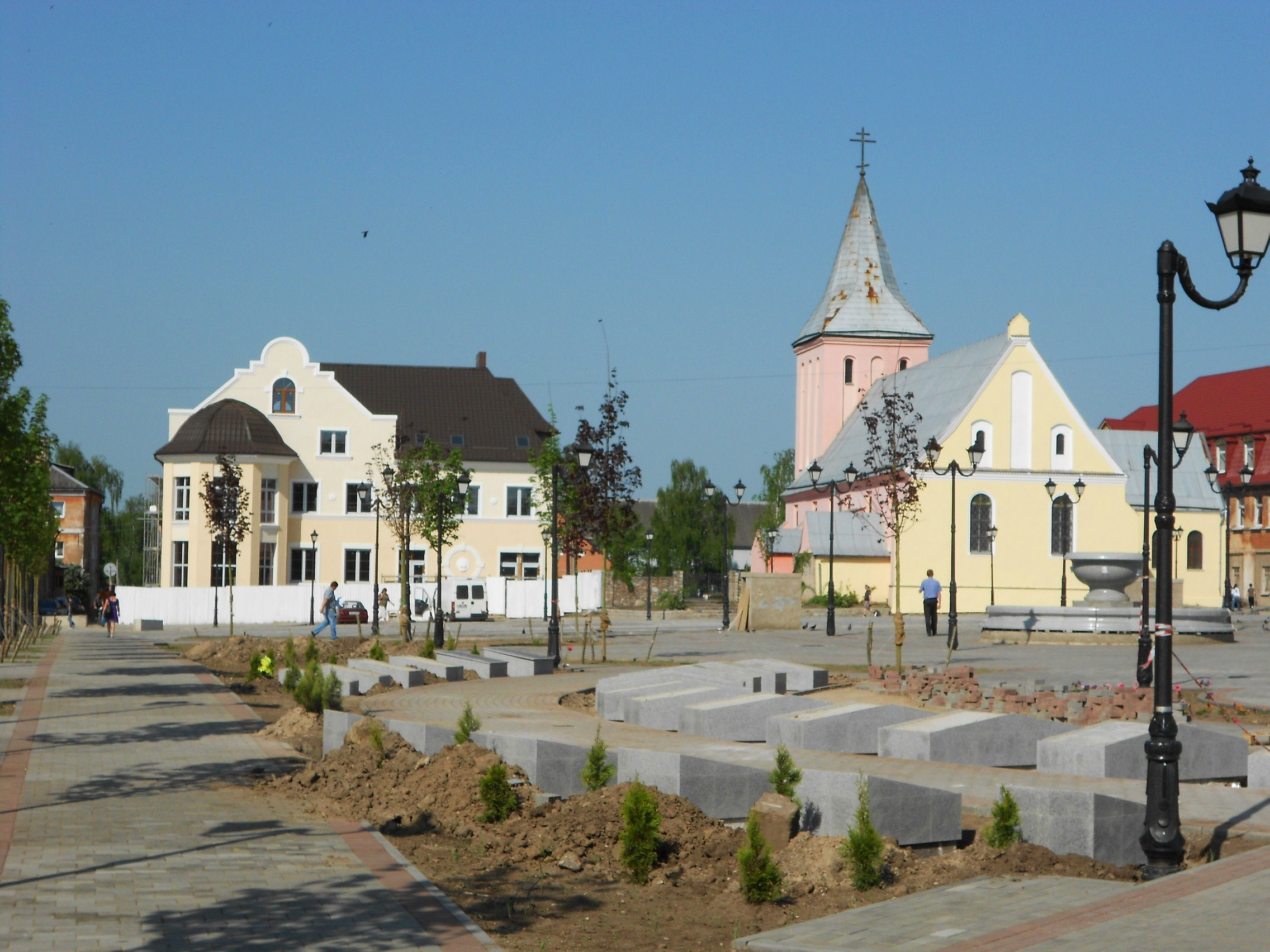
Вид на церковь в 2012 году

Постановлением Правительства Калининградской области от 23 марта 2007 года № 132 кирхе присвоен статус объекта культурного наследия регионального значения.
До 2016 года церковь принадлежала к Калининградской епархии, затем была отнесена к новообразованной Черняховской епархии.

## Описание
Церковь представляет собой оштукатуренное здание размером 32,8 на 11,7 м. С северной стороны находится ризница, башня с черепичной восьмиугольной крышей в форме пирамиды высотой 30 м.
Кирха имела два колокола, отлитых в 1684 и 1840 годах.